# 2023年哈瑪斯襲擊以色列
2023年10月7日，哈马斯和其他巴勒斯坦武装团体從加沙地帶對以色列鄰近地區發動的大規模攻擊，哈瑪斯和其他巴勒斯坦武裝團體將這次襲擊命名為阿克薩洪水行動，以色列稱黑色星期六（希伯來語：השבת השחורה）、妥拉節大屠殺（希伯來語：הטבח בשמחת תורה），國際上稱10月7日袭击（英語：7 October attack）、哈馬斯突襲以色列或十月七大屠殺，這場攻擊導致以色列—哈馬斯戰爭爆發。
據媒體報道，哈馬斯在發動攻擊之前，先偵察了以色列邊境附近的基布茲，並制定了詳盡的計劃，目的是要盡可能多地殺害以色列平民，綁架人質，特別是針對青少年中心和小學，並迅速將人質綁架到加沙地帶。但哈馬斯單方面否認對殺害平民的指控。攻擊從清晨開始，至少3000枚火箭彈對以色列進行了密集轟炸，同時用車輛運送武裝分子入侵以色列領土。巴勒斯坦武裝分子突破加沙—以色列隔離牆，攻擊軍事基地和屠殺鄰近以色列社區的平民。在一場音樂節上，至少有260名以色列人被屠殺。以色列士兵和平民，包括婦女和兒童，成為人質被綁架到加沙地帶。美國總統喬·拜登等人將這一天描述為「自納粹大屠殺以來最嚴重的一次猶太人大屠殺」。

## 背景
儘管自2021年以巴衝突以來，哈馬斯和以色列之間有小量衝突，但沒有發生其他重大衝突。一位「接近哈馬斯」的匿名消息人士聲稱，減少軍事活動是哈馬斯故意欺敵，讓以色列放鬆警惕。這次襲擊的指揮官穆罕默德·德伊夫將這次行動命名為「阿克薩洪水行動」，指的是2022年阿克薩清真寺衝突，當時以色列警察在巴勒斯坦人和警察發生衝突後突襲阿克薩清真寺。
哈馬斯武裝份子在加沙地帶設立6個訓練營，並以2年的時間作攻擊準備。他們模擬劫持人質，及學習使用滑翔傘進行突襲。以色列國防軍的發言人喬納森·康里克斯中校表示「這些都是老套路」，以色列「多年來在不斷升級的襲擊中摧毀了許多訓練區」。襲擊後，以色列在被殺的哈馬斯武裝分子中找到的文件顯示，哈馬斯對加沙—以色列邊境附近的社區和軍事基地進行廣泛的研究，並計劃最大限度地屠殺以色列平民，襲擊青年中心和小學，劫持人質並迅速將他們綁架到加沙。
以色列《国土报》发布的一项调查顯示，在哈馬斯發動袭击之前，以色列情报部门发出了警告。雖然在哈馬斯發動阿克萨洪水行动的前一天晚上，以色列高级军方官员举行紧急磋商，但是没有任何以色列军方官员向在拉伊姆附近举办的音乐节的组织者或参与者發出警告，也沒有疏散他們。

## 時間軸

### 火箭襲擊

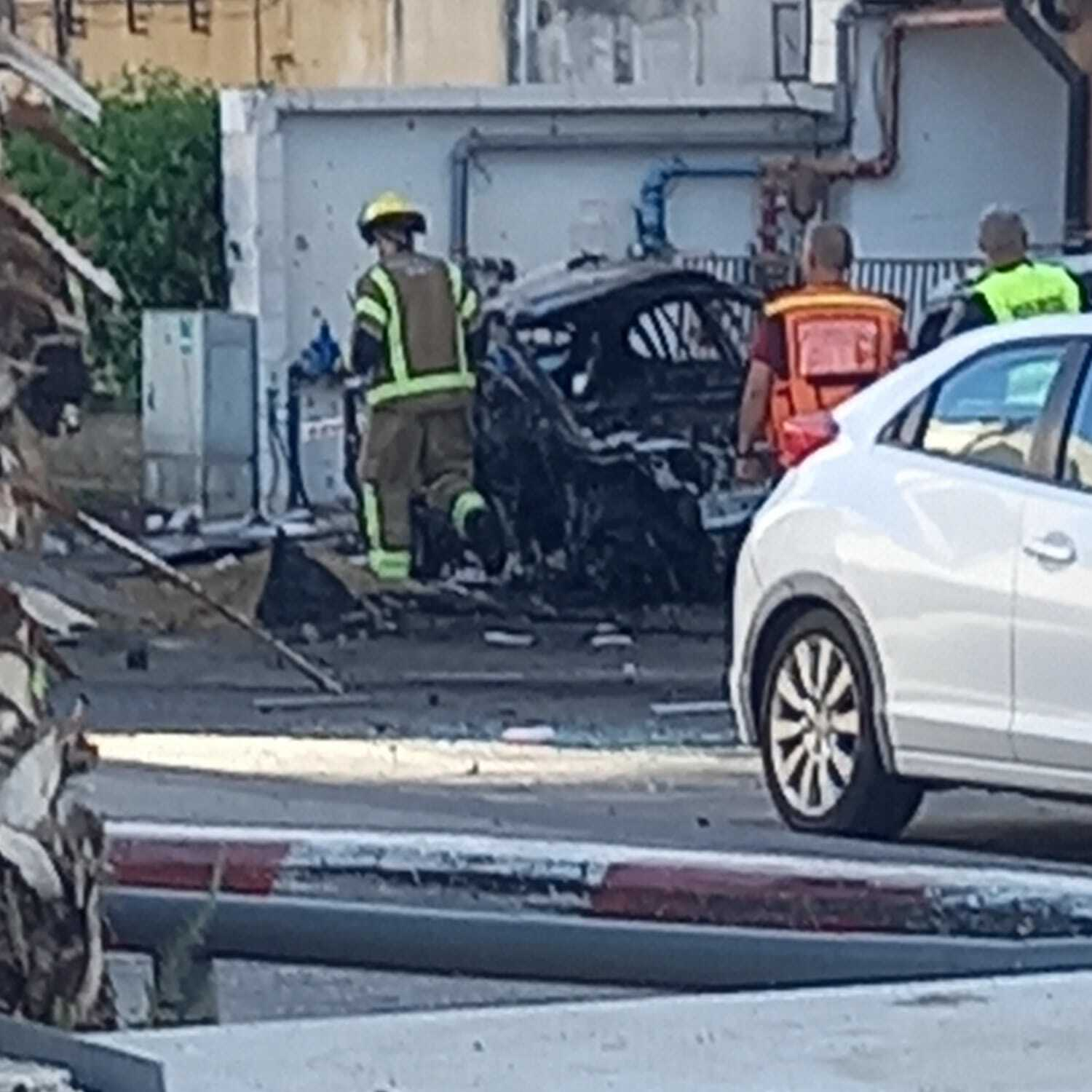
里雄萊錫安被火箭襲擊後的情況

2023年10月7日的大約早上6:30，哈馬斯宣佈發動「阿克薩洪水行動」，他們聲稱在20分鐘內從加沙地帶向以色列發射了超過5000枚火箭彈。以色列方面報導指，至少有3000枚發射體從加沙發射。火箭彈攻擊至少造成了五人死亡。在加沙地帶周圍地區和沙龍平原的城市，包括蓋代拉、海爾茲利亞、特拉維夫和亞實基倫，都報告發生爆炸事件。在貝爾謝巴、耶路撒冷、雷霍沃特、里雄萊錫安和帕勒馬希姆空軍基地也啟動了空襲警報。哈馬斯發出了武裝起義的號召，其高級軍事指揮官穆罕默德·德伊夫呼籲「所有的穆斯林發動攻擊」。
巴勒斯坦武裝分子不但向加沙地帶外的以色列船隻開火，同時在加沙隔離牆東段與以色列國防軍發生戰鬥。在晚上，哈馬斯又向以色列發射了大約150枚火箭彈，亞夫內、吉夫阿塔伊姆、巴特亞姆、拜特代堅、特拉維夫和里雄萊錫安等地報告發生爆炸事件。

### 入侵以色列

2023年10月7日至8日的大致戰況

同時，大約1000名巴勒斯坦武裝分子使用卡車、皮卡車、摩托車、推土機、快艇和滑翔傘從加沙地帶入侵以色列。圖片和影片顯示武裝分子身穿黑色戰鬥服、手持重武器和戴著面具駕駛皮卡車在斯代羅特開火，殺死了數十名以色列平民和士兵。其他影片顯示被俘虜的以色列人和一輛燃燒的以色列坦克，以及武裝分子駕駛以色列軍事車輛。根據報導指，武裝分子被下令攻擊平民人口，包括小學和青少年中心，以「盡可能地殺多些人」，並帶走人質作為未來談判的籌碼。以色列方宣称，武裝分子為不同的情況做好了準備，例如殺死所有人質、放火燒房屋和其他財產，或者用人質作人盾。
同一天早上，雷姆附近的戶外音樂節上發生一場屠殺，造成至少260人死亡，多人仍然失蹤。目擊者稱，騎摩托車的武裝份子向逃跑的參與者開槍，由於火箭攻擊，參與者已經四散，一些參與者受傷；有些人則被扣為人質。武裝分子在尼爾奧茲、貝埃里和內蒂夫哈阿薩拉屠殺平民、劫持人質並放火焚燒房屋及加沙地帶周圍的基布茲。卡法阿扎大屠殺造成200名平民死亡；貝埃里大屠殺造成108人死亡；內蒂夫哈阿薩拉大屠殺造成15人死亡。據報道指，奧法基姆也有平民被劫持為人質，而斯代羅特被縱火焚燒。以色列有報告指出，哈馬斯武裝份子殺害或綁架家庭寵物。哈馬斯表示，他們扣押人質是為了迫使以色列釋放巴勒斯坦囚犯，並聲稱他們已經扣押了足夠的人質，以確保釋放所有被監禁的巴勒斯坦人，包括婦女和兒童。
尼爾阿姆的居民沒有受到傷害。25歲的安全協調員殷巴爾·拉賓-利伯曼與她的叔叔阿米一起領導了一支警衛分隊，擊斃了多名試圖入侵附近養雞場的武裝分子。他們成功阻止了其餘入侵武裝分子進入社區。
哈馬斯武裝分子在齊金進行了兩棲登陸。巴勒斯坦消息人士稱，以色列當地軍事基地遭到攻擊。以色列國防軍表示，已擊斃海灘上的2名攻擊者，並摧毀了4艘船隻，其中包括2艘橡皮艇。納哈爾奧茲城外的軍事基地也被武裝份子佔領，造成至少2名以色列士兵死亡，至少6人被俘。
在貝埃里，哈馬斯武裝分子劫持了多達50人為人質。在武裝分子和以色列國防軍之間的對峙期間，貝埃里出現的影片顯示，人質被哈馬斯武裝份子赤腳牽著走過街道。在對峙開始後大約18小時，以色列國防軍宣佈他們已經解救貝埃里的人質。在奧法基姆郊區烏里姆鎮，兩名以色列人被以色列國防軍救出。在救援過程中，4名哈馬斯武裝分子被殺，3名以色列士兵受傷。
據報道指，加沙師總部雷姆軍事基地發生戰鬥。後來有報告稱，哈馬斯控制該基地，並俘虜幾名以色列士兵，隨後以色列國防軍在當天稍晚重新收復該基地。據報導指，斯代羅特警察局已被哈馬斯控制，武裝份子殺害了30名以色列人，其中包括警察和平民。
這次行動得到了一些巴勒斯坦組織的支持。世俗社會主義的解放巴勒斯坦民主陣線武裝分支國家抵抗旅，通過他們的軍事發言人阿布·哈立德宣佈他們參與這次行動，其表示有3個戰士在與以色列國防軍戰鬥時被殺。另一個社會主義的武裝組織解放巴勒斯坦人民陣線及獅穴，也表示支持這次行動，並宣布他們的部隊處於最高警戒和全面動員狀態。阿布·阿里·穆斯塔法旅是人陣的武裝分支，他們還在網上放了一些影片，是他們攻擊以色列的瞭望塔。
以色列軍方發言人表示，來自加沙的武裝分子通過至少7個地點進入了以色列，並從陸地和海上侵入了4個小型以色列農村社區、邊境城市斯代羅特和兩個軍事基地。以色列媒體報導，有7個社區被哈馬斯控制，包括納哈爾奧茲、卡法阿扎、馬根、貝埃里和蘇法。報導稱埃雷茲口岸已經落入哈馬斯的控制，使武裝分子能夠從加沙進入以色列。以色列警察局長科比·沙卜泰表示，南部區有21處可能會發生嚴重衝突的地方。

## 傷亡人數

### 平民方面
哈馬斯的入侵導致至少1300名以色列人被殺，其中包括220名士兵和45名警察，3400多人受傷，以及130至150名以色列國防軍士兵和平民被扣押為人質。傷亡者包括約70名阿拉伯裔以色列人，尤其是內蓋夫貝都因人。10月7日，100多名平民在貝埃里大屠殺中喪生，包括婦女和兒童；超過260名雷姆音樂節參與者被殺。截至10月10日，據報導指卡法阿扎大屠殺已導致100多人死亡，總死亡人數未知。9人在斯代羅特的一個公車候車亭被槍殺。據報導指，庫塞夫至少有4人死亡。據報導指亞實基倫至少有400人傷亡，貝爾謝巴據報另有280人傷亡，其中60人傷勢嚴重。在以色列北部，特拉維夫據報導指有火箭攻擊造成人員受傷。
前以色列足球隊特拉維夫夏普爾足球會前鋒利奧爾·阿斯林是雷姆音樂節大屠殺的遇難者之一。沙阿哈內蓋夫地區委員會主席奧菲爾‧利布斯坦在與武裝分子交火時被殺。

### 軍警方面
- 被俘虏：中央特种部队指挥官谢霍夫·索拉姆
- 阵亡：
  - 国防军約300人，其中至少4名上校、4名中校、15名少校、9名上尉、16名中尉、1名准尉，包括以色列國防軍第417「約旦河谷」領土步兵旅（西岸師）（希伯来语：חטיבת הבקעה）旅長巴爾上校[87]、加薩師（英语：Gaza Division）下属第6643「卡蒂夫」領土旅旅长阿萨夫·哈米上校（尸体被巴勒斯坦人带回加沙）、主力部队第933納哈爾步兵旅旅长約納坦·斯坦伯格上校[88]（在凱里姆沙洛姆附近陣亡）、“纳哈尔旅”下属第934“加德萨尔·纳哈尔”侦察营（英语：Gadsar Nahal）营长尤纳坦·楚尔中校、第91“加利利”领土步兵师（英语：91st Division (Israel)）下屬第300「巴拉姆」领土步兵旅（希伯来语：עוצבת ברעם）副旅长阿利姆·萨阿德（英语：Alim Abdallah）中校[89]、第481“特库什”通讯营营长萨哈尔·马赫卢夫中校、第33獰貓營（英语：Caracal Battalion）副营長亚伯拉罕·霍夫拉什维利少校、“以法莲”图尔卡姆领土旅指挥官、后方司令部（英语：Home Front Command）的连长和排长各一人、第7装甲旅（英语：7th Armored Brigade (Israel)）下屬第75「羅馬赫」/「長矛」裝甲營指揮官阿米泰·加诺特中尉
    - 友军误杀：第877犹太和撒马利亚师（英语：Judea and Samaria Division）第7037营副营長雅科夫·内德林上尉
    - 特種部队：
      - Tier 1：多域战特遣队第888「幽灵」旅（英语：Multidimensional Unit (IDF)）旅长羅伊·萊維（英语：Roi Levy）上校[90]（在雷姆基布茲附近陣亡）、總參謀部偵察部隊两名指挥官阿米尔·斯库里少校和阿里尔·本·摩西少校、空军第5101翠鸟特种部队（英语：Shaldag Unit）伊多·耶霍舒亚少校（רס״ן עידו יהושע）、希拉·科恩中尉（סגן שילה כהן）、罗姆·什洛米中尉（סגן רום שלומי）、第707 反恐部隊（英语：LOTAR）指挥官伊萊‧金斯伯格（英语：Eli Ginsberg）中校[91]
      - Tier 2：精銳輕步兵突擊隊第89突击队旅（英语：Oz Brigade）下属的第217“樱桃”侦察营（英语：Duvdevan Unit）（以色列國防軍中部司令部（英语：Central Command (Israel)）直属远程侦察搜索部队）营长奥尔·约瑟夫少校、欧姆里·米凯利少校（רס"ן (מיל') עמרי מיכאלי）、约瑟夫·兰上尉（סרן אור יוסף רן）、第212“圣鹮”部队（英语：Maglan）副指挥官陈·博克里斯少校（רס"ן חן בוכריס）、伊夫塔·亚维兹中尉（סגן יפתח יעבץ）、伊多·罗森塔尔准尉（רס״ב עידו רוזנטל）

  - 警察部队58人，其中2名总警司、8名指挥官，包括警察部队指挥官维塔利·卡尔西克少校、拉哈特警察局局長賈亞爾·戴維多夫（英语：Jayar Davidov）總警司[92]、阿维·扎伊登 (Avi Zaydon)督察 、埃里兰·阿伯吉尔少校、以色列邊境警察副司令佩莱德准將、以色列执法行动协调总局（專門負責监视和监控巴勒斯坦人的部队）Martin Kuzmitzak中尉、巡逻部队指挥官莫尔·沙库里少校、中央特种部队（YAMAM）首席督察亚伯拉罕·亨金、阿夫沙洛姆·亚尔·佩雷茨少校、奥沙莱姆·亚伊尔·佩雷斯上尉、Yoray Eliyahu Cohen少将
  - 以色列國家安全局10人

### 人質方面
據報導指，哈馬斯至少劫持150名以色列人，並將他們綁架到加沙地帶。巴勒斯坦伊斯蘭聖戰組織聲稱他們至少劫持30名人質。據報至少有4人從卡法阿扎被劫持。從加沙上載到社交媒體的影片顯示，當地居民向運載以色列人質和死者的卡車歡呼。據報有4名人質後來在貝埃里被殺害，而哈馬斯則聲稱以色列國防軍在10月9日對加沙的空襲造成了該4名人質的死亡。據信被綁架的人中包括和平活動家、前人權組織卜采萊姆董事會成員維維安·西爾弗，她在貝埃里遭受襲擊後失踪。《新消息報》攝影師羅伊·伊丹據報與他的孩子一起在卡法阿扎失踪，有可能被綁架，他的妻子被殺害，而他們的兩個孩子則躲藏在壁櫥裡直到獲救。10月11日，哈馬斯卡桑旅發布了一段影片，顯示三名人質（一名成年女子和兩名兒童）在靠近隔離牆的開揚區域被釋放。以色列形容影片中的行為「假仁假義」。
據報導指，以色列軍隊在卡法阿扎發現了被肢解的受害者遺體，根據估計，這次事件造成了至少100名平民的死亡。

## 以色列的回應
這次襲擊恰逢猶太教節日西赫托拉節，完全出乎以色列人意料。這一天被認為是自納粹大屠殺結束以來猶太人平民傷亡最嚴重的一天。
以色列總理本雅明·內塔尼亞胡和以色列國防部長約阿夫·加蘭特在特拉維夫的以色列國防軍總部進行安全評估。加蘭特隨後批准動員數萬名預備役軍人，並宣佈加沙邊境80（50英里）內地區實施緊急狀態。他表示哈馬斯發動攻擊是「犯下嚴重的錯誤」，並承諾「以色列將取得勝利」。以色列國防軍宣佈「備戰狀態」，並表示預備役人員不僅將部署在加沙，還將部署在約旦河西岸以及黎巴嫩和敘利亞的邊境地區。加沙地帶周邊地區的居民被要求留在室內，而以色列南部和中部的平民則「必須待在避難所附近」。以色列國防軍關閉了加沙地帶周圍的道路，特拉維夫的街道也被封鎖。
襲擊發生後，以色列宣佈加強準備應對潛在衝突。以色列國防軍報告稱，他們發起針對加沙地帶的「鐵劍行動」。以色列警察局長科比·沙卜泰宣佈，在「來自加沙地帶的大規模襲擊」之後，已成「戰爭狀態」。他也宣佈封鎖整個以色列南部地區，禁止「平民活動」，並向該地區部署以色列國境警察特勤隊。以色列國防軍首席發言人、海軍少將丹尼爾·哈加里表示，已向該地區部署4個師，擴充31個現有的營。
以色列總統艾薩克·赫爾佐格表示，該國正面臨「一個非常困難的時刻」，並向以色列國防軍、其他安全部隊、救援部門和遭受襲擊的居民提供力量和鼓勵。內塔尼亞胡在電視廣播中表示：「我們正處於戰爭之中。」他也表示，以色列國防軍將加強其邊境部署，以阻止其他人「犯下加入這場戰爭的錯誤」。在後來的演講中，他威脅要「將加沙變成一座荒島」，並敦促其居民「立即離開」。
雖然本古里安機場和拉蒙機場仍在運營，但多家航空公司取消往返以色列的航班。以色列鐵路暫停全國部分地區的服務，並用臨時巴士路線取代一些路線，而遊輪則從其行程中刪除阿什杜德和海法等港口。
據以色列總理辦公室公佈指，以色列戰時內閣在10月7日投票決定採取一系列行動，目標是實現「摧毀哈馬斯和巴勒斯坦伊斯蘭聖戰組織的軍事和政府能力」。以色列電力為加沙地帶提供了高達80%的電力，但他們切斷該地區的電力供應。因此，加沙的電力供應從120兆瓦降至僅20兆瓦，被迫依賴由巴勒斯坦自治政府付費的發電廠。

## 哈马斯的回應
中東之眼報導，起初哈马斯没有计划劫持超过20-30名人质，也没有预料到加沙防御会崩溃。最初的袭击计划是打击军事目标，然后迅速撤离，以對内塔尼亚胡造成最大程度的尴尬，并为大规模释放囚犯讨价还价。最終決定派出 1500 名抱着有去无回决心的战士，並预计大部分会阵亡“计划是袭击加薩師，而不是基布兹，因为卡桑旅的意图是抓获以色列国防军士兵和军官。”但哈马斯出乎意料地继续前进，袭击了原定目标清单上没有的地点，他们最终的人质数量远远超出他们的原先计划。
哈马斯知道高级军官的地址、军事基地的布局和检查站的位置。此外，它还知道赎罪日假期结束时加沙师军营的换班时间。它在换班一小时后发动了袭击，许多士兵还在床上。平民人质的数量是战斗扩大的结果，当时有很多人都越过了边界。哈马斯及其附属战斗人员在指定袭击目标之间自由穿越，所有几个小时都没有人控制边界地區的局面，結果不同的武装派别、携带武器的走私者、普通人、罪犯都涌出了围栏，人人都有人质抓，最后一片混乱。消息人士稱，多達20名高級官員以這種方式被劫持為人質。“最後大约有1400名战士回来了。”
消息来源同時表示，哈馬斯本來願意達成人質協議，提議釋放10月7日襲擊後被扣押在加沙的全部229名人質，包括33名婦女和170名兒童，以換取以色列監獄中的5,200名巴勒斯坦人，但需要以色列保證人質的安全。如果以色列不接受，後備方案是哈馬斯願意透過談判釋放婦女、兒童和外國人，以換取數量尚未確定的巴勒斯坦囚犯。據多名消息人士透露，以色列沒有做出明確答覆。“在我們看來，以色列人似乎不願意就協議採取任何行動。”然而，隨著加薩北部賈巴利亞難民營遭到空襲以及以色列發動地面行動後，該協議宣告失敗。
2024年1月21日，哈马斯声称阿克萨洪水行动是“必要行动”，是对以色列占领的 “正常反应”。不過哈馬斯也表示突袭以色列時犯下了一些錯誤，因為造成大量平民死亡。但不過哈马斯否认以平民为目标，而且哈馬斯表示许多以色列人是遭到以色列军警杀害。4月25日，哈马斯高級官員表示，哈马斯依然對發動阿克薩洪水行動不后悔。